# Pygopleurus pseudomedius
Pygopleurus pseudomedius is een keversoort uit de familie Glaphyridae. De wetenschappelijke naam van de soort is voor het eerst geldig gepubliceerd in 1964 door Miksic.